# 马克 (货币单位)
马克（mark）是欧洲古時的货币计量单位，等於拜占庭的蘇德（「盾」）、不列顛的先令。
最初相当于8金衡盎司（249克）纯白银，並成為一種古代货币，曾通用于古代的西欧地区，包括英国（英格蘭馬克在征服者威廉用歐制時引入）。1192年英国国王狮心王理查在德意志被俘后，就是向神圣罗马帝国支付了15万马克赎金后才被释放。
随着时间演变，马克的重量在各个地区发生变化，其中一些代表地区的马克折合为现代重量单位换算如下：
- 科隆马克（汉萨同盟）：233.856克
- 维也纳马克：280.66克
- 纽伦堡马克：237.52克
- 埃尔富特马克：235.40克
- 普鲁士马克：233.85克
- 塔马克： 233.275克
- 克拉科夫马克：197.98克
- 维尔茨堡马克：238.62克
- 巴黎马克：244.753克
- 巴黎金衡马克：277.75克
- 荷兰马克：246.06克
- 葡萄牙马克：229.50克
- 西班牙马克：230.348克

1860年4月4日，俄羅斯帝国境内自治的芬兰大公国宣布以马克和便士作为自己的货币。1871年12月4日德意志帝国采用金本位，以马克为主币。